# Berdjansk
Berdjansk (ukrainisch Бердянськ; russisch Бердянск) ist eine Großstadt in der Ukraine mit rund 115.000 Einwohnern (2014). Die Stadt ist das Zentrum des gleichnamigen Rajons Berdjansk im Süden der Oblast Saporischschja am Ufer des Asowschen Meeres.
Berdjansk ist ein bedeutender Industriestandort und wegen seines Hafens auch Verkehrsknotenpunkt. Berdjansk gilt seit Ende des 19. Jahrhunderts auch als ein bedeutender Kur- und Badeort.

## Geographie
Die Stadt liegt an der Fernstraße M 14/E 58, über die Melitopol nach 120 km in westliche Richtung zu erreichen ist.
Das Oblastzentrum Saporischschja liegt 200 km nordwestlich der Stadt.
Nordöstlich des Ortes mündet der Fluss Berda ins Asowsche Meer; nach ihm wurde Berdjansk benannt. Die große Sandhalbinsel am Hafen ist Zentrum des Badebetriebs.

## Verwaltungsgliederung
Am 28. November 2018 wurde die Stadt zum Zentrum der neugegründeten Stadtgemeinde Berdjansk (Бердянська міська громада/Berdjanska miska hromada). Zu dieser zählen auch die 3 in der untenstehenden Tabelle aufgelisteten Dörfer sowie die Ansiedlung Schowkowe, bis dahin bildete sie zusammen mit den Dörfern Nowowassyliwka und Rosa sowie der Ansiedlung Schowkowe die gleichnamige Stadtratsgemeinde Berdjansk (Бердянська міська рада/Berdjanska miska rada) welche direkt der Oblastverwaltung unterstand und im Südosten des ihn umschließenden Rajons Berdjansk lag.
Seit dem 17. Juli 2020 ist sie ein Teil des Rajons Berdjansk.
Folgende Orte sind neben dem Hauptort Berdjansk Teil der Gemeinde:
| Name                     | Name          | Name                           |
| ukrainisch transkribiert | ukrainisch    | russisch                       |
| ------------------------ | ------------- | ------------------------------ |
| Asowske                  | Азовське      | Азовское (Asowskoje)           |
| Nowowassyliwka           | Нововасилівка | Нововасилевка (Nowowassilewka) |
| Rosa                     | Роза          | Роза                           |
| Schowkowe                | Шовкове       | Шёлковое (Schjolkowoje)        |

## Geschichte

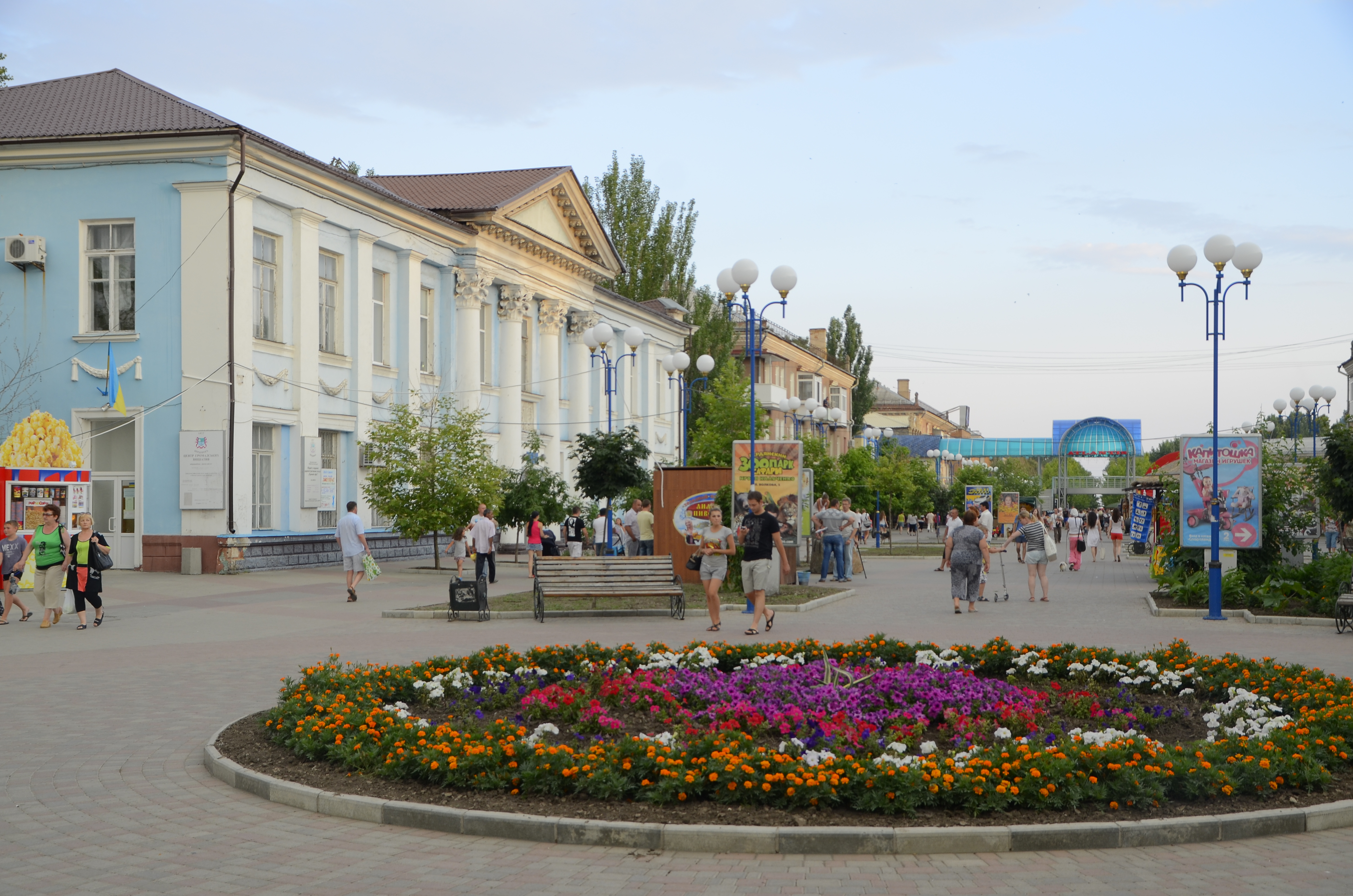
Blick in die Innenstadt

### 19. und 20. Jahrhundert
1827 wurde die Stadt unter dem Namen Berdy gegründet. Sie erhielt 1835 die Stadtrechte und wurde 1841 in Berdjansk umbenannt. Am 3. September 1838 wurde am Zugang der Bucht der Leuchtturm in Betrieb genommen. Somit ist der Leuchtturm das älteste Gebäude von Berdjansk.
In den 1840er Jahren wurde die Deutsche Vorstadt angelegt, in der sich deutsch-mennonitische Familien aus der Kolonie Chortitza und Kolonie Molotschna niederließen.
Die Stadt hieß von 1939 bis 1958 Ossipenko nach der dort geborenen Fliegerin Polina Denissowna Ossipenko. Sie war vom 7. Oktober 1941 bis zum 17. September 1943 von Truppen der deutschen Wehrmacht besetzt. Während dieser Zeit war Berdjansk Hauptort des Kreisgebietes Berdjansk innerhalb des Reichskommissariats Ukraine. Später gehörte die Stadt, als Teil der Ukrainischen SSR, wieder zur Sowjetunion und seit 1991 zur unabhängigen Ukraine. Das kulturelle Erbe der deutschen Einwohner wird in einem deutschen Kulturzentrum und einer Jugendorganisation aufrechterhalten.

### Militärische Eroberung 2022
Seit dem 24. Februar 2022, dem ersten Tag des russischen Überfalls auf die Ukraine, erfolgte landesweit durch russische Streitkräfte die Bombardierung und Invasion durch teilweise Besetzung ukrainischen Territoriums. Die Stadt wurde Anfang März 2022 von russischen Truppen, die von der Krim vorrückten und bei einer amphibischen Landung abgesetzt wurden, eingenommen.  Die ukrainische Marine meldete am 24. März 2022, sie habe ein im Hafen von Berdjansk vor Anker liegendes Projekt-1171-Schiff zerstört. Dieses Landungsschiff habe Schützenpanzerwagen und Ausrüstung nach Berdjansk gebracht. Zunächst wurde angenommen, dass dies die Orsk (BDK-69) war; später wurde gemeldet, dass es die Saratow (BDK-65) war. Die Zivilbevölkerung flüchtete auch noch im Mai aus der Stadt; große Teilen des Geschäftslebens kamen zum Erliegen. In den Hafen liefen vor allem syrische Schiffe regelmäßig ein, da sich Schiffe aus anderen Staaten vor Sanktionen fürchteten; die syrischen Schiffe transportierten ukrainisches Getreide, das russische Truppen geraubt hatten, von „Firmen“, die nirgends registriert waren.

## Einwohnerentwicklung
| 1839  | 1897   | 1913   | 1923   | 1926   | 1939   | 1959   | 1970    | 1979    | 1989    | 2001    | 2005    | 2014    | 2015    | 2016    |
| ----- | ------ | ------ | ------ | ------ | ------ | ------ | ------- | ------- | ------- | ------- | ------- | ------- | ------- | ------- |
| 6.000 | 26.496 | 35.000 | 21.897 | 26.409 | 51.681 | 65.249 | 100.133 | 122.109 | 132.644 | 121.692 | 119.290 | 115.500 | 112.000 | 113.450 |

Quelle:;
1913

## Wirtschaft
Durch seine Lage konnte sich Berdjansk als bedeutender Hafen-, Kur- und Badeort etablieren. Zudem gab oder gibt es in Berdjansk mehrere große Kombinate („Asowkabel“, „Juschgidromasch“, „Asowselmasch“ u. a.).
Nach der Annexion der Krim 2014 kam es durch den Bau der Krim-Brücke und die russischen Kontrollen im Asowschen Meer zu wirtschaftlichen Einschränkungen für die dort gelegenen ukrainischen Häfen. Daher wurde 2018 in Berdjansk begonnen, einen kleinen Flottenstützpunkt für die Ukrainischen Seestreitkräfte einzurichten.
Dieser sollte ab 2020 zu einer vollständigen Marinebasis ausgebaut werden.
2018 kamen deutlich mehr Touristen als vor 2014.
Es gibt eine Bahnstrecke zwischen Berdjansk und Tschaplyne.

## Söhne und Töchter der Stadt
- Joel Engel (1868–1927), russisch-jüdischer Komponist, Musikwissenschaftler und Musikkritiker
- Abram Besikowitsch (1891–1970), britischer Mathematiker karaimisch-russischer Herkunft
- Otto Klein (1904–1995), deutscher Restaurator
- Oleksandr Halkin (1914–1982), sowjetischer Festkörperphysiker und Hochschullehrer
- Boris Lewitan (1914–2004), Mathematiker
- Jewgenija Rudnewa (1920–1944), sowjetische Bomberpilotin
- Michail Woslenski (1920–1997), russischer Historiker und Politikwissenschaftler
- Michail Woskressenski (* 1935), russischer Pianist und Musikprofessor
- Wladislaw Iwanowitsch Pustowoit (1936–2021), Physiker und Hochschullehrer
- Anatoli Wapirow (* 1947), russischer Jazz-Klarinettist, Saxophonist und Komponist
- Tetjana Prorotschenko (1952–2020), sowjetisch-ukrainische Sprinterin und Olympiasiegerin
- Natalja Zygankowa (* 1962), russische Handballspielerin
- Olga Kurylenko (* 1979), französische Schauspielerin und Model ukrainischer Herkunft
- Igor Abakoumov (* 1981), belgischer Radrennfahrer ukrainischer Herkunft
- Jewhen Maloljetka (* 1987), Fotojournalist